# Idle Moments
Idle Moments (deutsch: Momente des Müßiggangs) ist ein Jazz-Album von Grant Green, aufgenommen von Rudy Van Gelder in Englewood Cliffs, New Jersey am 4. und 15. November 1963 und veröffentlicht im Frühjahr 1965 auf Blue Note Records.

## Das Album
Grant Green war in den 1960er Jahren mit seinem breiten, bluesigen Sound und ansteckenden Swing auf zahlreichen Soul-Jazz-Sessions des Blue-Note-Labels zu hören. Idle Moments zählt – zusammen mit Born to Be Blue (1962) und Street of Dreams (1964) – zu den bedeutendsten Alben des Gitarristen. Das Album war in Form einer Einzel-LP angelegt; es war daher geplant, vier Titel einzuspielen mit dem Tenorsaxophonisten Joe Henderson, dem Vibraphonisten Bobby Hutcherson, dem Pianisten und damaligen Blue-Note-Hausproduzenten Duke Pearson, sowie Bob Cranshaw am Bass und Al Harewood am Schlagzeug.
Das Album wurde vor allem durch das Titelstück bekannt, eine langsam angelegte Blues-Komposition, die fast 15 Minuten dauert. Pearson, der das Stück geschrieben hatte, schrieb in den liner notes zum Album, dass (aus Platzgründen) das Stück eigentlich wesentlich kürzer hätte ausfallen sollen. Obwohl die Musiker das Stück noch zweimal wiederholten, waren die Ergebnisse der ersten Aufnahmesitzung nicht ausreichend. Der Produzent Alfred Lion entschied, den ersten langen Take für das Album zu nehmen, wodurch das Problem entstand, dass die bereits aufgenommenen Takes von Django und Jean De Fleur das durch das LP-Format vorgegebene
Limit sprengten. Daher wurden von den beiden Titeln bei einer zweiten Session kürzere Varianten eingespielt, die dann auf dem Originalalbum erschienen. Die ausgedehnten Varianten der beiden Titel erschienen dann auf der 1998 herausgegebenen RVG-Ausgabe des Albums.
Das Coverfoto stammt von Francis Wolff, die Schallplattenhülle wurde von Designer Reid Miles gestaltet.

## Titel

### Original-LP
Seite A
1. Idle Moments (Pearson) – 14:56
2. Jean De Fleur (Green) – 6:49
Seite B
3. Django (Lewis) – 8:44
4. Nomad (Pearson) – 12:16

### Rudy Van Gelder CD-Wiederveröffentlichung
1. Idle Moments – 14:56
2. Jean De Fleur – 6:49
3. Django – 8:44
4. Nomad – 12:16
5. Jean De Fleur (Alternate Take) – 8:08
6. Django (Alternate Take) – 13:13

## Rezeption
Allmusic bewertete Idle Moments mit der Höchstnote; ebenso Richard Cook und Brian Morton in ihrem Penguin Guide to Jazz; sie erwähnen das seltsame Zusammentreffen der Ereignisse in den USA im November 1963, das Attentat auf John F. Kennedy, in der Greens großartige Session stattfand.